# La Pierre du Domaine

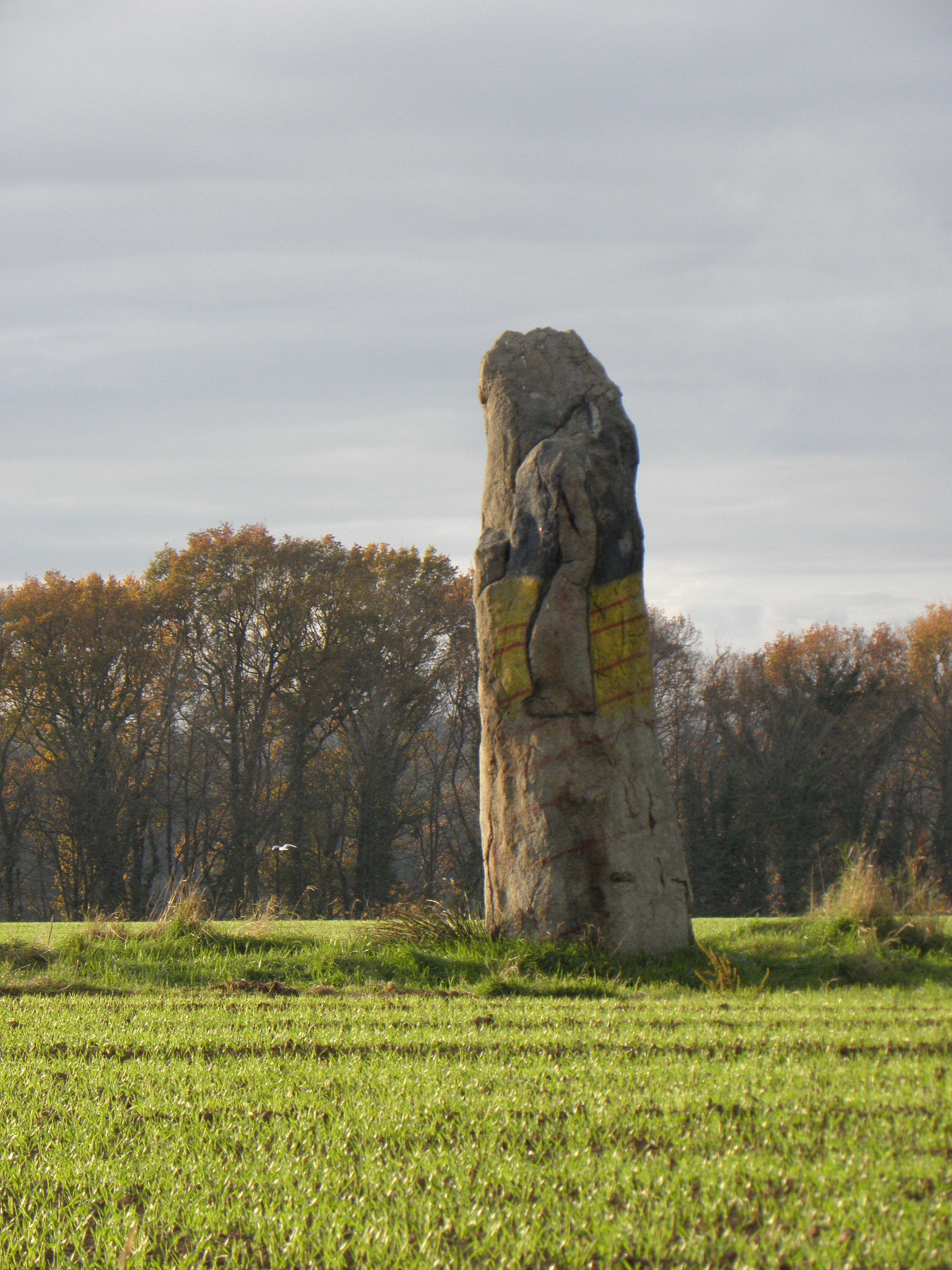
La Pierre du Domaine

Der Menhir La Pierre du Domaine steht auf einem Feld zwischen den Weilern Le Vallet la Soulière und Saint Pétreux, südöstlich von Plerguer im Norden des Département Ille-et-Vilaine in der Bretagne in Frankreich.
Es ist ein mit Farbe verunstalteter, viereckiger, feinkörniger Granit mit einer Höhe von 4,12 m. Die großen Flächen sind nach Osten und Westen ausgerichtet und haben eine Breite von 1,2 m bzw. 1,0 m.
Es gab einen zweiten Menhir, der etwa 100 m entfernt stand und 1880 bereits zerstört war.
Der Menhir wurde 1889 unter Denkmalschutz gestellt.